# 일본의 연호
일본의 연호(일본어: 元号 겐고[*])는 화력(和曆)으로 지금까지 일본에서 사용되는 연호이다.
메이지 이전의 연호는 발음이 명시되어 있지 않기 때문에, 아래에 제시된 것 이외의 발음으로 읽기도 한다.

## 연호 일람
신유(辛酉)・갑자(甲子) 개원은 갑자혁령, 신유혁명을 참조.

### 아스카 시대(592년~710년)
- 개원일을 기준으로 표시함.

| 국왕                   | 사용년도 (음력/양력)                             | 사용년도 (음력/양력)                           | 연호 이름                                              | 가나 표기                                              | 한국 한자음                                            | 한자 표기 (일본식/번체)                                | 년수                                                   | 개원 이유                                               |
| ---------------------- | ------------------------------------------------ | ---------------------------------------------- | ------------------------------------------------------ | ------------------------------------------------------ | ------------------------------------------------------ | ------------------------------------------------------ | ------------------------------------------------------ | ------------------------------------------------------- |
| 고토쿠 천황 (孝德天皇) | 645년 6월 19일 (7월 17일) <고토쿠 천황 원년>     | 650년 2월 14일 (3월 21일) <고토쿠 천황 6년>    | 다이카                                                 | たいか                                                 | 대화                                                   | 大化                                                   | 6년                                                    | 고토쿠 천황 천조.                                       |
| 고토쿠 천황 (孝德天皇) | 650년 2월 15일 (3월 22일) <고토쿠 천황 6년>      | 654년 10월 10일 (11월 24일) <고토쿠 천황 10년> | 하쿠치                                                 | はくち                                                 | 백치                                                   | 白雉                                                   | 5년                                                    | 아나토 국(穴戸国)에서 꿩(白雉)을 헌상받음.              |
| (미개원)               | 654년 10월 11일 (11월 25일) <사이메이 천황 원년> | 686년 7월 19일 (8월 13일) <덴무 천황 15년>     | (고토쿠 천황 붕어로 사용정지, 이후 32년간 연호가 중단) | (고토쿠 천황 붕어로 사용정지, 이후 32년간 연호가 중단) | (고토쿠 천황 붕어로 사용정지, 이후 32년간 연호가 중단) | (고토쿠 천황 붕어로 사용정지, 이후 32년간 연호가 중단) | (고토쿠 천황 붕어로 사용정지, 이후 32년간 연호가 중단) | (고토쿠 천황 붕어로 사용정지, 이후 32년간 연호가 중단)  |
| 덴무 천황 (天武天皇)   | 686년 7월 20일 (8월 14일) <덴무 천황 15년>       | 686년 9월 8일 (9월 30일) <덴무 천황 15년>      | 슈초 (스초 /아카미도리)                                | しゅちょう (すちょう /あかみどり)                      | 주조                                                   | 朱鳥                                                   | 1년                                                    |                                                         |
| (미개원)               | 686년 9월 9일 (10월 1일) <지토 천황 원년>        | 701년 3월 20일 (5월 3일) <몬무 천황 5년>       | (덴무 천황 붕어로 사용정지, 이후 15년간 연호가 중단)   | (덴무 천황 붕어로 사용정지, 이후 15년간 연호가 중단)   | (덴무 천황 붕어로 사용정지, 이후 15년간 연호가 중단)   | (덴무 천황 붕어로 사용정지, 이후 15년간 연호가 중단)   | (덴무 천황 붕어로 사용정지, 이후 15년간 연호가 중단)   | (덴무 천황 붕어로 사용정지, 이후 15년간 연호가 중단)    |
| 몬무 천황 (文武天皇)   | 701년 3월 21일 (5월 4일) <몬무 천황 5년>         | 704년 5월 9일 (6월 15일) <몬무 천황 8년>       | 다이호 (타이호)                                        | だいほう (たいほう)                                    | 대보                                                   | 大宝 (大寶)                                            | 4년                                                    | 쓰시마국에서 금을 헌상받음. 이 연호 이후로 계속 사용됨. |
| 몬무 천황 (文武天皇)   | 704년 5월 10일 (6월 16일) <몬무 천황 8년>        | 708년 1월 10일 (2월 6일) <겐메이 천왕 2년>     | 게이운 (교운)                                          | けいうん (きょううん)                                  | 경운                                                   | 慶雲                                                   | 5년                                                    | 상서로운 구름(瑞雲)이 나타남.                           |
| 겐메이 천황 (元明天皇) | 708년 1월 11일 (2월 7일) <겐메이 천왕 2년>       | 715년 9월 1일 (10월 2일) <겐쇼 천황 원년>      | 와도                                                   | わどう                                                 | 화동                                                   | 和銅                                                   | 8년                                                    | 무사시국에서 동(銅)을 헌상받음.                         |

### 나라 시대(710년~794년)
- 개원일을 기준으로 표시함.

| 국왕                   | 사용년도 (음력/양력)        | 사용년도 (음력/양력)             | 연호 이름   | 가나 표기            | 한국 한자음 | 한자 표기 (일본식/번체) | 년수 | 개원 이유                |
| ---------------------- | --------------------------- | -------------------------------- | ----------- | -------------------- | ----------- | ----------------------- | ---- | ------------------------ |
| 겐메이 천황 (元明天皇) | 715년 9월 2일 (10월 3일)    | 717년 11월 16일 (12월 23일)      | 레이키      | れいき               | 영구 (영귀) | 霊亀 (靈龜)             | 3년  |                          |
| 겐메이 천황 (元明天皇) | 717년 11월 17일 (12월 24일) | 724년 2월 3일 (3월 2일)          | 요로        | ようろう             | 양로        | 養老                    | 8년  |                          |
| 쇼무 천황 (聖武天皇)   | 724년 2월 4일 (3월 3일)     | 729년 8월 4일 (9월 1일)          | 진키        | じんき               | 신구 신귀   | 神亀 (神龜)             | 6년  |                          |
| 쇼무 천황 (聖武天皇)   | 729년 8월 5일 (9월 2일)     | 749년 4월 13일 (5월 3일)         | 덴표        | てんぴょう           | 천평        | 天平                    | 21년 |                          |
| 쇼무 천황 (聖武天皇)   | 749년 4월 14일 (5월 4일)    | 749년 7월 1일 (8월 18일)         | 덴표칸포    | てんぴょうかんぽう   | 천평감보    | 天平感宝 (天平感寶)     | 1년  | 무쓰국에서 금을 헌상받음 |
| 고켄 천황 (孝謙天皇)   | 749년 7월 2일 (8월 19일)    | 757년 8월 17일 (9월 5일)         | 덴표쇼호    | てんぴょうしょうほう | 천평승보    | 天平勝宝 (天平勝寶)     | 9년  |                          |
| 고켄 천황 (孝謙天皇)   | 757년 8월 18일 (9월 6일)    | 765년 1월 6일 (1월 31일)         | 덴표호지    | てんぴょうほうじ     | 천평보자    | 天平宝字 (天平寶字)     | 9년  |                          |
| 쇼토쿠 천황 (稱德天皇) | 765년 1월 7일 (2월 1일)     | 767년 8월 15일 (9월 12일)        | 덴표진고    | てんぴょうじんご     | 천평신호    | 天平神護                | 3년  |                          |
| 쇼토쿠 천황 (稱德天皇) | 767년 8월 16일 (9월 13일)   | 770년 9월 29일 (10월 22일)       | 진고케이운  | じんごけいうん       | 신호경운    | 神護景雲                | 4년  |                          |
| 고닌 천황 (光仁天皇)   | 770년 10월 1일 (10월 23일)  | 780년 12월 30일 (781년 1월 29일) | 호키        | ほうき               | 보구 (보귀) | 宝亀 (寶龜)             | 11년 |                          |
| 고닌 천황 (光仁天皇)   | 781년 1월 1일 (1월 30일)    | 782년 8월 18일 (9월 29일)        | 덴오 (덴노) | てんおう (てんのう)  | 천응        | 天応 (天應)             | 2년  |                          |
| 간무 천황 (桓武天皇)   | 782년 8월 19일 (9월 30일)   | 806년 5월 17일 (6월 7일)         | 엔랴쿠      | えんりゃく           | 연력        | 延暦 (延曆)             | 25년 |                          |

### 헤이안 시대(794년~1185년)
- 개원일을 기준으로 표시함.

| 국왕                     | 사용년도 (음력/양력)               | 사용년도 (음력/양력)                | 연호 이름             | 가나 표기                         | 한국 한자음 | 한자 표기 (일본식/번체) | 년수 | 개원 이유 |
| ------------------------ | ---------------------------------- | ----------------------------------- | --------------------- | --------------------------------- | ----------- | ----------------------- | ---- | --------- |
| 헤이제이 천황 (平城天皇) | 806년 5월 18일 (6월 8일)           | 810년 9월 18일 (10월 19일)          | 다이도                | だいどう                          | 대동        | 大同                    | 5년  |           |
| 사가 천황 (嵯峨天皇)     | 810년 9월 19일 (10월 20일)         | 824년 1월 4일 (2월 3일)             | 고닌                  | こうにん                          | 홍인        | 弘仁                    | 15년 |           |
| 준나 천황 (淳和天皇)     | 824년 1월 5일 (2월 4일)            | 834년 1월 2일 (2월 13일)            | 덴초                  | てんちょう                        | 천장        | 天長                    | 11년 |           |
| 닌묘 천황 (仁明天皇)     | 834년 1월 3일 (2월 14일)           | 848년 6월 12일 (7월 15일)           | 조와 (쇼와)           | じょうわ (しょうわ)               | 승화        | 承和                    | 15년 |           |
| 닌묘 천황 (仁明天皇)     | 848년 6월 13일 (7월 16일)          | 851년 4월 27일 (5월 31일)           | 가쇼 (가조)           | かしょう (かじょう)               | 가상        | 嘉祥                    | 4년  |           |
| 몬토쿠 천황 (文德天皇)   | 851년 4월 28일 (6월 1일)           | 854년 11월 29일 (12월 22일)         | 닌주                  | にんじゅ                          | 인수        | 仁寿 (仁壽)             | 4년  |           |
| 몬토쿠 천황 (文德天皇)   | 854년 11월 30일 (12월 23일)        | 857년 2월 20일 (3월 19일)           | 사이코                | さいこう                          | 제형        | 斉衡 (齊衡)             | 4년  |           |
| 몬토쿠 천황 (文德天皇)   | 857년 2월 21일 (3월 20일)          | 859년 4월 14일 (5월 19일)           | 덴난 (덴안)           | てんなん (てんあん)               | 천안        | 天安                    | 3년  |           |
| 세이와 천황 (淸和天皇)   | 859년 4월 15일 (5월 20일)          | 877년 4월 15일 (5월 31일)           | 조간                  | じょうがん                        | 정관        | 貞観 (貞觀)             | 19년 |           |
| 요메이 천황 (陽成天皇)   | 877년 4월 16일 (6월 1일)           | 885년 2월 20일 (3월 10일)           | 간교 (겐케이)         | がんぎょう (げんけい)             | 원경        | 元慶                    | 9년  |           |
| 고코 천황 (光孝天皇)     | 885년 2월 21일 (3월 11일)          | 889년 4월 26일 (5월 29일)           | 닌나 (닌와)           | にんな (にんわ)                   | 인화        | 仁和                    | 5년  |           |
| 우다인 (宇多院)          | 889년 4월 27일 (5월 30일)          | 898년 4월 25일 (5월 19일)           | 간표 (간페이 /간헤이) | かんぴょう (かんぺい /かんへい)   | 관평        | 寛平 (寬平)             | 10년 |           |
| 다이고인 (醍醐院)        | 898년 4월 26일 (5월 20일)          | 901년 7월 14일 (8월 30일)           | 쇼타이                | しょうたい                        | 창태        | 昌泰                    | 4년  |           |
| 다이고인 (醍醐院)        | 901년 7월 15일 (8월 31일)          | 923년 4월 10일 (5월 28일)           | 엔기                  | えんぎ                            | 연희        | 延喜                    | 23년 | 신유개원  |
| 다이고인 (醍醐院)        | 923년 4월 11일 (5월 29일)          | 931년 4월 25일 (5월 15일)           | 엔초                  | えんちょう                        | 연장        | 延長                    | 9년  |           |
| 스자쿠인 (朱雀院)        | 931년 4월 26일 (5월 16일)          | 938년 5월 21일 (6월 21일)           | 조헤이 (쇼헤이)       | じょうへい (しょうへい)           | 승평        | 承平                    | 8년  |           |
| 스자쿠인 (朱雀院)        | 938년 5월 22일 (6월 22일)          | 947년 4월 21일 (5월 14일)           | 덴교 (덴쿄 /덴케이)   | てんぎょう (てんきょう /てんけい) | 천경        | 天慶                    | 10년 |           |
| 무라카미인 (村上院)      | 947년 4월 22일 (5월 15일)          | 957년 10월 26일 (11월 20일)         | 덴랴쿠                | てんりゃく                        | 천력        | 天暦 (天曆)             | 11년 |           |
| 무라카미인 (村上院)      | 957년 10월 27일 (11월 21일)        | 961년 2월 15일 (3월 4일)            | 덴토쿠                | てんとく                          | 천덕        | 天徳 (天德)             | 5년  |           |
| 무라카미인 (村上院)      | 961년 2월 16일 (3월 5일)           | 964년 7월 9일 (8월 18일)            | 오와                  | おうわ                            | 응화        | 応和 (應和)             | 4년  | 신유개원  |
| 무라카미인 (村上院)      | 964년 7월 10일 (8월 19일)          | 968년 8월 12일 (9월 7일)            | 고호                  | こうほう                          | 강보        | 康保                    | 5년  | 갑자개원  |
| 레이제이인 (冷泉院)      | 968년 8월 13일 (9월 8일)           | 970년 3월 24일 (5월 2일)            | 안나 (안와)           | あんな (あんわ)                   | 안화        | 安和                    | 3년  |           |
| 엔유인 (圓融院)          | 970년 3월 25일 (5월 3일)           | 973년 12월 19일 (974년 1월 15일)    | 덴로쿠                | てんろく                          | 천록        | 天禄 (天祿)             | 4년  |           |
| 엔유인 (圓融院)          | 973년 12월 20일 (974년 1월 16일)   | 976년 7월 12일 (8월 10일)           | 덴엔                  | てんえん                          | 천연        | 天延                    | 4년  |           |
| 엔유인 (圓融院)          | 976년 7월 13일 (8월 11일)          | 978년 11월 28일 (12월 30일)         | 조겐                  | じょうげん                        | 정원        | 貞元                    | 3년  |           |
| 엔유인 (圓融院)          | 978년 11월 29일 (12월 31일)        | 983년 4월 14일 (5월 28일)           | 덴겐                  | てんげん                          | 천원        | 天元                    | 6년  |           |
| 엔유인 (圓融院)          | 983년 4월 15일 (5월 29일)          | 985년 4월 26일 (5월 18일)           | 에이간 (에이칸)       | えいがん (えいかん)               | 영관        | 永観 (永觀)             | 3년  |           |
| 가잔인 (花山院)          | 985년 4월 27일 (5월 19일)          | 987년 4월 4일 (5월 4일)             | 간나 (간와)           | かんな (かんわ)                   | 관화        | 寛和 (寬和)             | 3년  |           |
| 이치조인 (一條院)        | 987년 4월 5일 (5월 5일)            | 989년 8월 7일 (9월 9일)             | 에이엔                | えいえん                          | 영연        | 永延                    | 3년  |           |
| 이치조인 (一條院)        | 989년 8월 8일 (9월 10일)           | 990년 11월 6일 (11월 25일)          | 에이소                | えいそ                            | 영조        | 永祚                    | 2년  |           |
| 이치조인 (一條院)        | 990년 11월 7일 (11월 26일)         | 995년 2월 21일 (3월 24일)           | 쇼랴쿠                | しょうりゃく                      | 정력        | 正暦 (正曆)             | 6년  |           |
| 이치조인 (一條院)        | 995년 2월 22일 (3월 25일)          | 999년 1월 12일 (1월 31일)           | 조토쿠                | ちょうとく                        | 장덕        | 長徳 (長德)             | 5년  |           |
| 이치조인 (一條院)        | 999년 1월 13일 (2월 1일)           | 1004년 7월 19일 (8월 7일)           | 조호                  | ちょうほう                        | 장보        | 長保                    | 6년  |           |
| 이치조인 (一條院)        | 1004년 7월 20일 (8월 8일)          | 1012년 12월 24일 (1013년 2월 7일)   | 간코                  | かんこう                          | 관홍        | 寛弘 (寬弘)             | 9년  |           |
| 산조인 (三條院)          | 1012년 12월 25일 (1013년 2월 8일)  | 1017년 4월 22일 (5월 20일)          | 조와                  | ちょうわ                          | 장화        | 長和                    | 6년  |           |
| 고이치조인 (後一條院)    | 1017년 4월 23일 (5월 21일)         | 1021년 2월 1일 (3월 16일)           | 간닌                  | かんにん                          | 관인        | 寛仁 (寬仁)             | 5년  |           |
| 고이치조인 (後一條院)    | 1021년 2월 2일 (3월 17일)          | 1024년 7월 12일 (8월 18일)          | 지안                  | じあん (ちあん)                   | 치안        | 治安                    | 4년  | 신유개원  |
| 고이치조인 (後一條院)    | 1024년 7월 13일 (8월 19일)         | 1028년 7월 24일 (8월 17일)          | 만주                  | まんじゅ                          | 만수        | 万寿 (萬壽)             | 5년  | 갑자개원  |
| 고이치조인 (後一條院)    | 1028년 7월 25일 (8월 18일)         | 1037년 4월 20일 (5월 8일)           | 조겐                  | ちょうげん                        | 장원        | 長元                    | 10년 |           |
| 고스자쿠인 (後朱雀院)    | 1037년 4월 21일 (5월 9일)          | 1040년 11월 9일 (12월 15일)         | 조랴쿠                | ちょうりゃく                      | 장력        | 長暦 (長曆)             | 4년  |           |
| 고스자쿠인 (後朱雀院)    | 1040년 11월 10일 (12월 16일)       | 1044년 11월 23일 (12월 15일)        | 조큐                  | ちょうきゅう                      | 장구        | 長久                    | 5년  |           |
| 고스자쿠인 (後朱雀院)    | 1044년 11월 24일 (12월 16일)       | 1046년 4월 13일 (5월 21일)          | 간토쿠                | かんとく                          | 관덕        | 寛徳 (寬德)             | 3년  |           |
| 고레이제이인 (後冷泉院)  | 1046년 4월 14일 (5월 22일)         | 1053년 1월 10일 (2월 1일)           | 에이쇼 (에이조)       | えいしょう (えいじょう)           | 영승        | 永承                    | 8년  |           |
| 고레이제이인 (後冷泉院)  | 1053년 1월 11일 (2월 2일)          | 1058년 8월 28일 (9월 18일)          | 덴기 (덴키)           | てんぎ (てんき)                   | 천희        | 天喜                    | 6년  |           |
| 고레이제이인 (後冷泉院)  | 1058년 8월 29일 (9월 19일)         | 1065년 8월 1일 (9월 3일)            | 고헤이                | こうへい                          | 강평        | 康平                    | 8년  |           |
| 고레이제이인 (後冷泉院)  | 1065년 8월 2일 (9월 4일)           | 1069년 4월 12일 (5월 5일)           | 지랴쿠                | じりゃく                          | 치력        | 治暦 (治曆)             | 5년  |           |
| 고산조인 (後三條院)      | 1069년 4월 13일 (5월 6일)          | 1074년 8월 22일 (9월 15일)          | 엔큐                  | えんきゅう                        | 연구        | 延久                    | 6년  |           |
| 시라카와인 (白河院)      | 1074년 8월 23일 (9월 16일)         | 1077년 11월 16일 (12월 4일)         | 조호 (쇼호)           | じょうほう (しょうほう)           | 승보        | 承保                    | 4년  |           |
| 시라카와인 (白河院)      | 1077년 11월 17일 (12월 5일)        | 1081년 2월 9일 (3월 21일)           | 조랴쿠 (쇼랴쿠)       | じょうりゃく (しょうりゃく)       | 승력        | 承暦 (承曆)             | 5년  |           |
| 시라카와인 (白河院)      | 1081년 2월 10일 (3월 22일)         | 1084년 2월 6일 (3월 14일)           | 에이호                | えいほう (えいほ)                 | 영보        | 永保                    | 4년  | 신유개원  |
| 시라카와인 (白河院)      | 1084년 2월 7일 (3월 15일)          | 1087년 4월 6일 (5월 10일)           | 오토쿠                | おうとく                          | 응덕        | 応徳 (應德)             | 4년  | 갑자개원  |
| 호리카와인 (堀河院)      | 1087년 4월 7일 (5월 11일)          | 1094년 12월 14일 (1095년 1월 22일)  | 간지                  | かんじ                            | 관치        | 寛治 (寬治)             | 8년  |           |
| 호리카와인 (堀河院)      | 1094년 12월 15일 (1095년 1월 23일) | 1096년 12월 16일 (1097년 1월 2일)   | 가호                  | かほう                            | 가보        | 嘉保                    | 3년  |           |
| 호리카와인 (堀河院)      | 1096년 12월 17일 (1097년 1월 3일)  | 1097년 11월 20일 (12월 26일)        | 에이초                | えいちょう                        | 영장        | 永長                    | 2년  |           |
| 호리카와인 (堀河院)      | 1097년 11월 21일 (12월 27일)       | 1099년 8월 27일 (9월 14일)          | 조토쿠 (쇼토쿠)       | じょうとく (しょうとく)           | 승덕        | 承徳 (承德)             | 3년  |           |
| 호리카와인 (堀河院)      | 1099년 8월 28일 (9월 15일)         | 1104년 2월 9일 (3월 7일)            | 고와                  | こうわ                            | 강화        | 康和                    | 6년  |           |
| 호리카와인 (堀河院)      | 1104년 2월 10일 (3월 8일)          | 1106년 4월 8일 (5월 12일)           | 조지                  | ちょうじ                          | 장치        | 長治                    | 3년  |           |
| 호리카와인 (堀河院)      | 1106년 4월 9일 (5월 13일)          | 1108년 8월 2일 (9월 8일)            | 가쇼 (가조)           | かしょう (かじょう)               | 가승        | 嘉承                    | 3년  |           |
| 도바인 (鳥羽院)          | 1108년 8월 3일 (9월 9일)           | 1110년 7월 12일 (7월 30일)          | 덴닌                  | てんにん                          | 천인        | 天仁                    | 3년  |           |
| 도바인 (鳥羽院)          | 1110년 7월 13일 (7월 31일)         | 1113년 7월 12일 (8월 24일)          | 덴에이                | てんえい                          | 천영        | 天永                    | 4년  |           |
| 도바인 (鳥羽院)          | 1113년 7월 13일 (8월 25일)         | 1118년 4월 2일 (4월 24일)           | 에이큐                | えいきゅう                        | 영구        | 永久                    | 6년  |           |
| 도바인 (鳥羽院)          | 1118년 4월 3일 (4월 25일)          | 1120년 4월 9일 (5월 8일)            | 겐에이                | げんえい                          | 원영        | 元永                    | 3년  |           |
| 도바인 (鳥羽院)          | 1120년 4월 10일 (5월 9일)          | 1124년 4월 2일 (5월 17일)           | 호안                  | ほうあん (ほあん)                 | 보안        | 保安                    | 5년  |           |
| 스토쿠인 (崇德院)        | 1124년 4월 3일 (5월 18일)          | 1126년 1월 21일 (2월 14일)          | 덴지                  | てんじ                            | 천치        | 天治                    | 3년  |           |
| 스토쿠인 (崇德院)        | 1126년 1월 22일 (2월 15일)         | 1131년 1월 28일 (2월 27일)          | 다이지                | だいじ                            | 대치        | 大治                    | 6년  |           |
| 스토쿠인 (崇德院)        | 1131년 1월 29일 (2월 28일)         | 1132년 8월 10일 (9월 21일)          | 덴쇼 (덴조)           | てんしょう (てんじょう)           | 천승        | 天承                    | 2년  |           |
| 스토쿠인 (崇德院)        | 1132년 8월 11일 (9월 21일)         | 1135년 4월 26일 (6월 9일)           | 조쇼                  | ちょうしょう                      | 장승        | 長承                    | 4년  |           |
| 스토쿠인 (崇德院)        | 1135년 4월 27일 (6월 10일)         | 1141년 7월 9일 (8월 12일)           | 호엔                  | ほうえん                          | 보연        | 保延                    | 7년  |           |
| 스토쿠인 (崇德院)        | 1141년 7월 10일 (8월 13일)         | 1142년 4월 27일 (5월 24일)          | 에이지                | えいじ                            | 영치        | 永治                    | 2년  | 신유개원  |
| 고노에인 (近衛院)        | 1142년 4월 28일 (5월 25일)         | 1144년 2월 22일 (3월 27일)          | 고지                  | こうじ                            | 강치        | 康治                    | 3년  |           |
| 고노에인 (近衛院)        | 1144년 2월 23일 (3월 28일)         | 1145년 7월 21일 (8월 11일)          | 덴요                  | てんよう                          | 천양        | 天養                    | 2년  | 갑자개원  |
| 고노에인 (近衛院)        | 1145년 7월 22일 (8월 12일)         | 1151년 1월 25일 (2월 13일)          | 규안                  | きゅうあん                        | 구안        | 久安                    | 7년  |           |
| 고노에인 (近衛院)        | 1151년 1월 26일 (2월 14일)         | 1154년 10월 27일 (12월 3일)         | 닌페이 (닌표)         | にんぺい (にんぴょう)             | 인평        | 仁平                    | 4년  |           |
| 고노에인 (近衛院)        | 1154년 10월 28일 (12월 4일)        | 1156년 4월 26일 (5월 17일)          | 규주                  | きゅうじゅ                        | 구수        | 久寿 (久壽)             | 3년  |           |
| 고시라카와인 (後白河院)  | 1156년 4월 27일 (5월 18일)         | 1159년 4월 19일 (5월 8일)           | 호겐                  | ほうげん (ほげん)                 | 보원        | 保元                    | 4년  |           |
| 니조인 (二條院)          | 1159년 4월 20일 (5월 9일)          | 1160년 1월 9일 (2월 17일)           | 헤이지                | へいじ                            | 평치        | 平治                    | 2년  |           |
| 니조인 (二條院)          | 1160년 1월 10일 (2월 18일)         | 1161년 9월 3일 (9월 23일)           | 에이랴쿠              | えいりゃく                        | 영력        | 永暦 (永曆)             | 2년  |           |
| 니조인 (二條院)          | 1161년 9월 4일 (9월 24일)          | 1163년 3월 28일 (5월 3일)           | 오호                  | おうほう (おうほ)                 | 응보        | 応保 (應保)             | 3년  |           |
| 니조인 (二條院)          | 1163년 3월 29일 (5월 4일)          | 1165년 6월 4일 (7월 13일)           | 조칸                  | ちょうかん                        | 장관        | 長寛 (長寬)             | 3년  |           |
| 니조인 (二條院)          | 1165년 6월 5일 (7월 14일)          | 1166년 8월 26일 (9월 22일)          | 에이만                | えいまん                          | 영만        | 永万                    | 2년  |           |
| 로쿠조인 (六條院)        | 1166년 8월 27일 (9월 23일)         | 1169년 4월 7일 (5월 5일)            | 닌난 (닌안)           | にんなん (にんあん)               | 인안        | 仁安                    | 4년  |           |
| 다카쿠라인 (高倉院)      | 1169년 4월 8일 (5월 6일)           | 1171년 4월 20일 (5월 26일)          | 가오                  | かおう                            | 가응        | 嘉応 (嘉應)             | 3년  |           |
| 다카쿠라인 (高倉院)      | 1171년 4월 21일 (5월 27일)         | 1175년 7월 27일 (8월 15일)          | 조안 (쇼안)           | じょうあん (しょうあん)           | 승안        | 承安                    | 5년  |           |
| 다카쿠라인 (高倉院)      | 1175년 7월 28일 (8월 16일)         | 1177년 8월 3일 (8월 28일)           | 안겐                  | あんげん                          | 안원        | 安元                    | 3년  |           |
| 다카쿠라인 (高倉院)      | 1177년 8월 4일 (8월 29일)          | 1181년 7월 13일 (8월 24일)          | 지쇼                  | じしょう (ちしょう)               | 치승        | 治承                    | 4년  |           |
| 안토쿠 천황 (安德 天皇)  | 1181년 7월 14일 (8월 25일)         | 1182년 5월 26일 (6월 28일)          | 요와                  | ようわ                            | 양화        | 養和                    | 8년  |           |
| 안토쿠 천황 (安德 天皇)  | 1182년 5월 27일 (6월 29일)         | 1184년 4월 16일 (5월 27일) (겐지)   | 주에이                | じゅえい                          | 수영        | 寿永 (壽永)             | 3년  |           |
| 안토쿠 천황 (安德 天皇)  | 1182년 5월 27일 (6월 29일)         | 1185년 3월 24일 (4월 25일) (헤이케) | 주에이                | じゅえい                          | 수영        | 寿永 (壽永)             | 4년  |           |
| 고토바인 (後鳥羽院)      | 1184년 4월 16일 (5월 27일)         | 1185년 8월 13일 (9월 8일)           | 겐랴쿠                | げんりゃく                        | 원력        | 元暦 (元曆)             | 2년  |           |

### 가마쿠라 시대(1185년~1333년)
- 개원일을 기준으로 표시함.

| 국왕                    | 사용년도 (음력/양력)               | 사용년도 (음력/양력)                        | 연호 이름           | 가나 표기                         | 한국 한자음 | 한자 표기 (일본식/번체) | 년수 | 개원 이유 |
| ----------------------- | ---------------------------------- | ------------------------------------------- | ------------------- | --------------------------------- | ----------- | ----------------------- | ---- | --------- |
| 고토바인 (後鳥羽院)     | 1185년 8월 14일 (9월 9일)          | 1190년 4월 10일 (5월 15일)                  | 분지                | ぶんじ                            | 문치        | 文治                    | 6년  |           |
| 고토바인 (後鳥羽院)     | 1190년 4월 11일 (5월 16일)         | 1199년 4월 26일 (5월 22일)                  | 겐큐                | けんきゅう                        | 건구        | 建久                    | 10년 |           |
| 쓰치미카도인 (土御門院) | 1199년 4월 27일 (5월 23일)         | 1201년 2월 12일 (3월 18일)                  | 쇼지                | しょうじ                          | 정치        | 正治                    | 3년  |           |
| 쓰치미카도인 (土御門院) | 1201년 2월 13일 (3월 19일)         | 1204년 2월 19일 (3월 22일)                  | 겐닌                | けんにん                          | 건인        | 建仁                    | 4년  | 신유개원  |
| 쓰치미카도인 (土御門院) | 1204년 2월 20일 (3월 23일)         | 1206년 4월 26일 (6월 4일)                   | 겐큐                | げんきゅう                        | 원구        | 元久                    | 3년  | 갑자개원  |
| 쓰치미카도인 (土御門院) | 1206년 4월 27일 (6월 5일)          | 1207년 10월 24일 (11월 15일)                | 겐에이              | けんえい                          | 건영        | 建永                    | 2년  |           |
| 쓰치미카도인 (土御門院) | 1207년 10월 25일 (11월 16일)       | 1211년 3월 8일 (4월 22일)                   | 조겐                | じょうげん                        | 승원        | 承元                    | 5년  |           |
| 준토쿠인 (順德院)       | 1211년 3월 9일 (4월 23일)          | 1213년 12월 5일 (1214년 1월 17일)           | 겐랴쿠              | けんりゃく                        | 건력        | 建暦 (建曆)             | 3년  |           |
| 준토쿠인 (順德院)       | 1213년 12월 6일 (1214년 1월 18일)  | 1219년 4월 11일 (5월 26일)                  | 겐포                | けんぽう                          | 건보        | 建保                    | 7년  |           |
| 주쿄 천황 (仲恭天皇)    | 1219년 4월 12일 (5월 27일)         | 1222년 4월 12일 (5월 24일)                  | 조큐                | じょうきゅう                      | 승구        | 承久                    | 4년  |           |
| 고호리카와인 (後堀河院) | 1222년 4월 13일 (5월 25일)         | 1224년 11월 19일 (12월 30일)                | 조오                | じょうおう                        | 정응        | 貞応 (貞應)             | 3년  |           |
| 고호리카와인 (後堀河院) | 1224년 11월 20일 (12월 31일)       | 1225년 4월 19일 (5월 27일)                  | 겐닌                | げんにん                          | 원인        | 元仁                    | 2년  |           |
| 고호리카와인 (後堀河院) | 1225년 4월 20일 (5월 28일)         | 1227년 12월 9일 (1228년 1월 17일)           | 가로쿠              | かろく                            | 가록        | 嘉禄 (嘉祿)             | 3년  |           |
| 고호리카와인 (後堀河院) | 1227년 12월 10일 (1228년 1월 18일) | 1229년 3월 4일 (3월 30일)                   | 안테이              | あんてい                          | 안정        | 安貞                    | 3년  |           |
| 고호리카와인 (後堀河院) | 1229년 3월 5일 (3월 31일)          | 1232년 4월 1일 (4월 22일)                   | 간키 (간기)         | かんき (かんぎ)                   | 관희        | 寛喜 (寬喜)             | 4년  |           |
| 고호리카와인 (後堀河院) | 1232년 4월 2일 (4월 23일)          | 1233년 4월 14일 (5월 24일)                  | 조에이              | じょうえい                        | 정영        | 貞永                    | 2년  |           |
| 시조인 (四條院)         | 1233년 4월 15일 (5월 25일)         | 1234년 11월 4일 (11월 26일)                 | 덴푸쿠              | てんぷく                          | 천복        | 天福                    | 2년  |           |
| 시조인 (四條院)         | 1234년 11월 5일 (11월 27일)        | 1235년 9월 18일 (10월 31일)                 | 분랴쿠              | ぶんりゃく                        | 문력        | 文暦 (文曆)             | 2년  |           |
| 시조인 (四條院)         | 1235년 9월 19일 (11월 1일)         | 1238년 11월 22일 (12월 29일)                | 가테이              | かてい                            | 가정        | 嘉禎                    | 4년  |           |
| 시조인 (四條院)         | 1238년 11월 23일 (12월 30일)       | 1239년 2월 6일 (3월 12일)                   | 랴쿠닌              | りゃくにん                        | 역인        | 暦仁 (曆仁)             | 2년  |           |
| 시조인 (四條院)         | 1239년 2월 7일 (3월 13일)          | 1240년 7월 15일 (8월 4일)                   | 엔오                | えんおう                          | 연응        | 延応 (延應)             | 2년  |           |
| 시조인 (四條院)         | 1240년 7월 16일 (8월 5일)          | 1243년 2월 25일 (3월 17일)                  | 닌지                | にんじ                            | 인치        | 仁治                    | 4년  |           |
| 고사가인 (後嵯峨院)     | 1243년 2월 26일 (3월 18일)         | 1247년 2월 27일 (4월 4일)                   | 간겐                | かんげん                          | 관원        | 寛元 (寬元)             | 5년  |           |
| 고후카쿠사인 (後深草院) | 1247년 2월 28일 (4월 5일)          | 1249년 3월 17일 (5월 1일)                   | 호지                | ほうじ                            | 보치        | 宝治 (寶治)             | 3년  |           |
| 고후카쿠사인 (後深草院) | 1249년 3월 18일 (5월 2일)          | 1256년 10월 4일 (10월 23일)                 | 겐초                | けんちょう                        | 건장        | 建長                    | 8년  |           |
| 고후카쿠사인 (後深草院) | 1256년 10월 5일 (10월 24일)        | 1257년 3월 13일 (3월 30일)                  | 고겐                | こうげん                          | 강원        | 康元                    | 2년  |           |
| 고후카쿠사인 (後深草院) | 1257년 3월 14일 (3월 31일)         | 1259년 3월 25일 (4월 19일)                  | 쇼카                | しょうか                          | 정가        | 正嘉                    | 3년  |           |
| 고후카쿠사인 (後深草院) | 1259년 3월 26일 (4월 20일)         | 1260년 4월 12일 (5월 23일)                  | 쇼겐                | しょうげん                        | 정원        | 正元                    | 2년  |           |
| 가메야마인 (龜山院)     | 1260년 4월 13일 (5월 24일)         | 1261년 2월 19일 (3월 21일)                  | 분오                | ぶんおう                          | 문응        | 文応 (文應)             | 2년  |           |
| 가메야마인 (龜山院)     | 1261년 2월 20일 (3월 22일)         | 1264년 2월 27일 (3월 26일)                  | 고초                | こうちょう                        | 홍장        | 弘長                    | 4년  | 신유개원  |
| 가메야마인 (龜山院)     | 1264년 2월 28일 (3월 27일)         | 1275년 4월 24일 (5월 21일)                  | 분에이              | ぶんえい                          | 문영        | 文永                    | 12년 | 갑자개원  |
| 고우다인 (後宇多院)     | 1275년 4월 25일 (5월 22일)         | 1278년 2월 28일 (3월 22일)                  | 겐지                | けんじ                            | 건치        | 建治                    | 4년  |           |
| 고우다인 (後宇多院)     | 1278년 2월 29일 (3월 23일)         | 1288년 4월 27일 (5월 28일)                  | 고안                | こうあん                          | 홍안        | 弘安                    | 11년 |           |
| 후시미인 (伏見院)       | 1288년 4월 28일 (5월 29일)         | 1293년 8월 4일 (9월 5일)                    | 쇼오                | しょうおう                        | 정응        | 正応 (正應)             | 6년  |           |
| 후시미인 (伏見院)       | 1293년 8월 5일 (9월 6일)           | 1299년 4월 24일 (5월 24일)                  | 에이닌              | えいにん                          | 영인        | 永仁                    | 7년  |           |
| 고후시미인 (後伏見院)   | 1299년 4월 25일 (5월 25일)         | 1302년 11월 20일 (12월 9일)                 | 쇼안                | しょうあん                        | 정안        | 正安                    | 4년  |           |
| 고니조인 (後二條院)     | 1302년 11월 21일 (12월 10일)       | 1303년 8월 4일 (9월 15일)                   | 겐겐                | けんげん                          | 건원        | 乾元                    | 2년  |           |
| 고니조인 (後二條院)     | 1303년 8월 5일 (9월 16일)          | 1306년 12월 13일 (1307년 1월 17일)          | 가겐                | かげん                            | 가원        | 嘉元                    | 4년  |           |
| 고니조인 (後二條院)     | 1306년 12월 14일 (1307년 1월 18일) | 1308년 10월 8일 (11월 21일)                 | 도쿠지              | とくじ                            | 덕치        | 徳治 (德治)             | 3년  |           |
| 하나조노인 (花園院)     | 1308년 10월 9일 (11월 22일)        | 1311년 4월 27일 (5월 16일)                  | 엔쿄 (엔교 /엔케이) | えんきょう (えんぎょう /えんけい) | 연경        | 延慶                    | 4년  |           |
| 하나조노인 (花園院)     | 1311년 4월 28일 (5월 17일)         | 1312년 3월 19일 (4월 26일)                  | 오초                | おうちょう                        | 응장        | 応長 (應長)             | 2년  |           |
| 하나조노인 (花園院)     | 1312년 3월 20일 (4월 27일)         | 1317년 2월 2일 (3월 15일)                   | 쇼와                | しょうわ                          | 정화        | 正和                    | 6년  |           |
| 하나조노인 (花園院)     | 1317년 2월 3일 (3월 16일)          | 1319년 4월 27일 (5월 17일)                  | 분포                | ぶんぽう                          | 문보        | 文保                    | 2년  |           |
| 고다이고인 (後醍醐院)   | 1319년 4월 28일 (5월 18일)         | 1321년 2월 22일 (3월 21일)                  | 겐오                | げんおう                          | 원응        | 元応 (元應)             | 3년  |           |
| 고다이고인 (後醍醐院)   | 1321년 2월 23일 (3월 22일)         | 1324년 12월 8일 (12월 24일)                 | 겐코 (겐쿄)         | げんこう (げんきょう)             | 원형        | 元亨                    | 4년  | 신유개원  |
| 고다이고인 (後醍醐院)   | 1324년 12월 9일 (12월 25일)        | 1326년 4월 26일 (5월 28일)                  | 쇼추                | しょうちゅう                      | 정중        | 正中                    | 3년  | 갑자개원  |
| 고다이고인 (後醍醐院)   | 1326년 4월 26일 (5월 28일)         | 1329년 8월 28일 (9월 21일)                  | 가랴쿠              | かりゃく                          | 가력        | 嘉暦 (嘉曆)             | 4년  |           |
| 고다이고인 (後醍醐院)   | 1329년 8월 29일 (9월 22일)         | 1331년 8월 8일 (9월 10일) <다이카쿠지 황통> | 겐토쿠              | げんとく                          | 원덕        | 元徳 (元德)             | 3년  |           |
| 고다이고인 (後醍醐院)   | 1329년 8월 29일 (9월 22일)         | 1332년 4월 27일 (5월 22일) <지묘인 황통>    | 겐토쿠              | げんとく                          | 원덕        | 元徳 (元德)             | 4년  |           |

#### 다이카쿠지 황통
- 개원일을 기준으로 표시함.

| 국왕                  | 사용년도 (음력/양력)      | 사용년도 (음력/양력)      | 연호 이름 | 가나 표기 | 한국 한자음 | 한자 표기 (일본식/번체) | 년수 | 개원 이유 |
| --------------------- | ------------------------- | ------------------------- | --------- | --------- | ----------- | ----------------------- | ---- | --------- |
| 고다이고인 (後醍醐院) | 1331년 8월 9일 (9월 11일) | 1334년 1월 29일 (3월 5일) | 겐코      | げんこう  | 원홍        | 元弘                    | 4년  |           |

#### 지묘인 황통
- 개원일을 기준으로 표시함.

| 국왕            | 사용년도 (음력/양력)       | 사용년도 (음력/양력)      | 연호 이름     | 가나 표기                 | 한국 한자음 | 한자 표기 (일본식/번체) | 년수 | 개원 이유 |
| --------------- | -------------------------- | ------------------------- | ------------- | ------------------------- | ----------- | ----------------------- | ---- | --------- |
| 고곤인 (光嚴院) | 1332년 4월 28일 (5월 23일) | 1333년 5월 25일 (7월 7일) | 쇼쿄 (쇼케이) | しょうきょう (しょうけい) | 정경        | 正慶                    | 2년  |           |

### 겐무 신정(1333년~1336년)
- 개원일을 기준으로 표시함.

| 국왕                  | 사용년도 (음력/양력)      | 사용년도 (음력/양력)               | 연호 이름 | 가나 표기 | 한국 한자음 | 한자 표기 (일본식/번체) | 년수 | 개원 이유 |
| --------------------- | ------------------------- | ---------------------------------- | --------- | --------- | ----------- | ----------------------- | ---- | --------- |
| 고다이고인 (後醍醐院) | 1334년 1월 29일 (3월 5일) | 1336년 2월 28일 (4월 11일) <남조>  | 겐무      | けんむ    | 건무        | 建武                    | 3년  |           |
| 고다이고인 (後醍醐院) | 1334년 1월 29일 (3월 5일) | 1338년 8월 27일 (10월 10일) <북조> | 겐무      | けんむ    | 건무        | 建武                    | 5년  |           |

### 무로마치 시대(1336년~1573년)

#### 남북조 시대남조(南朝)/다이카쿠지 황통
- 개원일을 기준으로 표시함.

| 국왕                    | 사용년도 (음력/양력)              | 사용년도 (음력/양력)              | 연호 이름 | 가나 표기  | 한국 한자음 | 한자 표기 (일본식/번체) | 년수 | 개원 이유 |
| ----------------------- | --------------------------------- | --------------------------------- | --------- | ---------- | ----------- | ----------------------- | ---- | --------- |
| 고다이고인 (後醍醐院)   | 1336년 2월 29일 (4월 11일)        | 1340년 4월 27일 (5월 24일)        | 엔겐      | えんげん   | 연원        | 延元                    | 5년  |           |
| 고무라카미인 (後村上院) | 1340년 4월 28일 (5월 25일)        | 1346년 12월 7일 (1347년 1월 19일) | 고코쿠    | こうこく   | 흥국        | 興国 (興國)             | 7년  |           |
| 고무라카미인 (後村上院) | 1346년 12월 8일 (1347년 1월 20일) | 1370년 7월 23일 (8월 15일)        | 쇼헤이    | しょうへい | 정평        | 正平                    | 25년 |           |
| 조케이 천황 (長慶天皇)  | 1370년 7월 24일 (8월 16일)        | 1372년 4월 27일 (5월 30일)        | 겐토쿠    | けんとく   | 건덕        | 建徳 (建德)             | 3년  |           |
| 조케이 천황 (長慶天皇)  | 1372년 4월 28일 (5월 31일)        | 1375년 5월 26일 (6월 25일)        | 분추      | ぶんちゅう | 문중        | 文中                    | 4년  |           |
| 조케이 천황 (長慶天皇)  | 1375년 5월 27일 (6월 26일)        | 1381년 2월 9일 (3월 5일)          | 덴주      | てんじゅ   | 천수        | 天授                    | 7년  |           |
| 조케이 천황 (長慶天皇)  | 1381년 2월 10일 (3월 6일)         | 1384년 4월 27일 (5월 17일)        | 고와      | こうわ     | 홍화        | 弘和                    | 4년  | 신유개원  |
| 고카메야마인 (後龜山院) | 1384년 4월 28일 (5월 18일)        | 1392년 10월 5일 (11월 19일)       | 겐추      | げんちゅう | 원중        | 元中                    | 9년  | 갑자개원  |

#### 남북조 시대북조(北朝)/지묘인 황통
- 개원일을 기준으로 표시함.

| 국왕                  | 사용년도 (음력/양력)         | 사용년도 (음력/양력)         | 연호 이름       | 가나 표기             | 한국 한자음 | 한자 표기 (일본식/번체) | 년수 | 개원 이유 |
| --------------------- | ---------------------------- | ---------------------------- | --------------- | --------------------- | ----------- | ----------------------- | ---- | --------- |
| 고묘인 (光明院)       | 1338년 8월 28일 (10월 11일)  | 1342년 4월 26일 (5월 31일)   | 랴쿠오 (레키오) | りゃくおう (れきおう) | 역응        | 暦応 (曆應)             | 5년  |           |
| 고묘인 (光明院)       | 1342년 4월 27일 (6월 1일)    | 1345년 10월 20일 (11월 14일) | 고에이          | こうえい              | 강영        | 康永                    | 4년  |           |
| 고묘인 (光明院)       | 1345년 10월 21일 (11월 15일) | 1350년 2월 26일 (4월 3일)    | 조와 (데이와)   | じょうわ (ていわ)     | 정화        | 貞和                    | 6년  |           |
| 스코인 (崇光院)       | 1350년 2월 27일 (4월 4일)    | 1352년 9월 26일 (11월 3일)   | 간노 (간오)     | かんのう (かんおう)   | 관응        | 観応 (觀應)             | 3년  |           |
| 고코곤인 (後光嚴院)   | 1352년 9월 27일 (11월 4일)   | 1356년 3월 27일 (4월 28일)   | 분나 (분와)     | ぶんな (ぶんわ)       | 문화        | 文和                    | 5년  |           |
| 고코곤인 (後光嚴院)   | 1356년 3월 28일 (4월 29일)   | 1361년 3월 28일 (5월 3일)    | 엔분            | えんぶん              | 연문        | 延文                    | 6년  |           |
| 고코곤인 (後光嚴院)   | 1361년 3월 29일 (5월 4일)    | 1362년 9월 22일 (10월 10일)  | 고안            | こうあん              | 강안        | 康安                    | 2년  |           |
| 고코곤인 (後光嚴院)   | 1362년 9월 23일 (10월 11일)  | 1368년 2월 17일 (3월 6일)    | 조지 (데이지)   | じょうじ (ていじ)     | 정치        | 貞治                    | 7년  |           |
| 고코곤인 (後光嚴院)   | 1368년 2월 18일 (3월 7일)    | 1375년 2월 26일 (3월 28일)   | 오안            | おうあん              | 응안        | 応安 (應安)             | 8년  |           |
| 고엔유인 (後圓融院)   | 1375년 2월 27일 (3월 29일)   | 1379년 3월 21일 (4월 8일)    | 에이와          | えいわ                | 영화        | 永和                    | 5년  |           |
| 고엔유인 (後圓融院)   | 1379년 3월 22일 (4월 9일)    | 1381년 2월 23일 (3월 19일)   | 고랴쿠          | こうりゃく            | 강력        | 康暦 (康曆)             | 3년  |           |
| 고엔유인 (後圓融院)   | 1381년 2월 24일 (3월 20일)   | 1384년 2월 26일 (3월 18일)   | 에이토쿠        | えいとく              | 영덕        | 永徳 (永德)             | 4년  | 신유개원  |
| 고코마쓰인 (後小松院) | 1384년 2월 27일 (3월 19일)   | 1387년 8월 22일 (10월 4일)   | 시토쿠          | しとく                | 지덕        | 至徳 (至德)             | 4년  | 갑자개원  |
| 고코마쓰인 (後小松院) | 1387년 8월 23일 (10월 5일)   | 1389년 2월 8일 (3월 6일)     | 가케이 (가쿄)   | かけい (かきょう)     | 가경        | 嘉慶                    | 3년  |           |
| 고코마쓰인 (後小松院) | 1389년 2월 9일 (3월 7일)     | 1390년 3월 25일 (4월 11일)   | 고오            | こうおう              | 강응        | 康応 (康應)             | 2년  |           |
| 고코마쓰인 (後小松院) | 1390년 3월 26일 (4월 12일)   | 1394년 7월 4일 (8월 1일)     | 메이토쿠        | めいとく              | 명덕        | 明徳 (明德)             | 5년  |           |

#### 통합 정권/지묘인 황통
- 개원일을 기준으로 표시함.

| 국왕                        | 사용년도 (음력/양력)              | 사용년도 (음력/양력)               | 연호 이름    | 가나 표기           | 한국 한자음 | 한자 표기 (일본식/번체) | 년수 | 개원 이유 |
| --------------------------- | --------------------------------- | ---------------------------------- | ------------ | ------------------- | ----------- | ----------------------- | ---- | --------- |
| 고코마쓰인 (後小松院)       | 1394년 7월 5일 (8월 2일)          | 1428년 4월 26일 (6월 9일)          | 오에이       | おうえい            | 응영        | 応永 (應永)             | 35년 |           |
| 쇼코인 (稱光院)             | 1394년 7월 5일 (8월 2일)          | 1428년 4월 26일 (6월 9일)          | 오에이       | おうえい            | 응영        | 応永 (應永)             | 35년 |           |
| 1428년 4월 27일 (6월 10일)  | 1429년 9월 4일 (10월 2일)         | 쇼초                               | しょうちょう | 정장                | 正長        | 2년                     |      |           |
| 고하나조노인 (後花園院)     | 1429년 9월 5일 (10월 3일)         | 1441년 2월 16일 (3월 9일)          | 에이쿄       | えいきょう          | 영향        | 永享                    | 13년 |           |
| 고하나조노인 (後花園院)     | 1441년 2월 17일 (3월 10일)        | 1444년 2월 4일 (2월 22일)          | 가키쓰       | かきつ              | 가길        | 嘉吉                    | 4년  | 신유개원  |
| 고하나조노인 (後花園院)     | 1444년 2월 5일 (2월 23일)         | 1449년 7월 27일 (8월 15일)         | 분안 (분난)  | ぶんあん (ぶんなん) | 문안        | 文安                    | 6년  | 갑자개원  |
| 고하나조노인 (後花園院)     | 1449년 7월 28일 (8월 16일)        | 1452년 7월 24일 (8월 9일)          | 호토쿠       | ほうとく            | 보덕        | 宝徳 (寶德)             | 4년  |           |
| 고하나조노인 (後花園院)     | 1452년 7월 25일 (8월 10일)        | 1455년 7월 24일 (9월 5일)          | 교토쿠       | きょうとく          | 향덕        | 享徳 (享德)             | 4년  |           |
| 고하나조노인 (後花園院)     | 1455년 7월 25일 (9월 6일)         | 1457년 9월 27일 (10월 15일)        | 고쇼         | こうしょう          | 강정        | 康正                    | 3년  |           |
| 고하나조노인 (後花園院)     | 1457년 9월 28일 (10월 16일)       | 1460년 12월 20일 (1461년 1월 31일) | 조로쿠       | ちょうろく          | 장록        | 長禄 (長祿)             | 4년  |           |
| 고하나조노인 (後花園院)     | 1460년 12월 21일 (1461년 2월 1일) | 1466년 2월 27일 (3월 13일)         | 간쇼         | かんしょう          | 관정        | 寛正 (寬正)             | 7년  |           |
| 고쓰치미카도인 (後土御門院) | 1466년 2월 28일 (3월 14일)        | 1467년 3월 4일 (4월 8일)           | 분쇼         | ぶんしょう          | 문정        | 文正                    | 2년  |           |

#### 센고쿠 시대
- 개원일을 기준으로 표시함.

| 국왕                        | 사용년도 (음력/양력)        | 사용년도 (음력/양력)        | 연호 이름   | 가나 표기           | 한국 한자음 | 한자 표기 (일본식/번체) | 년수 | 개원 이유              |
| --------------------------- | --------------------------- | --------------------------- | ----------- | ------------------- | ----------- | ----------------------- | ---- | ---------------------- |
| 고쓰치미카도인 (後土御門院) | 1467년 3월 5일 (4월 9일)    | 1469년 4월 27일 (6월 7일)   | 오닌        | おうにん            | 응인        | 応仁 (應仁)             | 3년  | 천재지변으로 인해 개원 |
| 고쓰치미카도인 (後土御門院) | 1469년 4월 28일 (6월 8일)   | 1487년 7월 19일 (8월 8일)   | 분메이      | ぶんめい            | 문명        | 文明                    | 19년 | 천재지변으로 인해 개원 |
| 고쓰치미카도인 (後土御門院) | 1487년 7월 20일 (8월 9일)   | 1489년 8월 20일 (9월 15일)  | 조쿄        | ちょうきょう        | 장향        | 長享                    | 3년  |                        |
| 고쓰치미카도인 (後土御門院) | 1489년 8월 21일 (9월 16일)  | 1492년 7월 18일 (8월 11일)  | 엔토쿠      | えんとく            | 연덕        | 延徳 (延德)             | 4년  |                        |
| 고쓰치미카도인 (後土御門院) | 1492년 7월 19일 (8월 12일)  | 1501년 2월 28일 (3월 17일)  | 메이오      | めいおう            | 명응        | 明応 (明應)             | 10년 |                        |
| 고카시와바라인 (後柏原院)   | 1501년 2월 29일 (3월 18일)  | 1504년 2월 29일 (3월 15일)  | 분키        | ぶんき              | 문구 (문귀) | 文亀 (文龜)             | 4년  | 신유개원               |
| 고카시와바라인 (後柏原院)   | 1504년 2월 30일 (3월 16일)  | 1521년 8월 22일 (9월 22일)  | 에이쇼      | えいしょう          | 영정        | 永正                    | 18년 | 갑자개원               |
| 고카시와바라인 (後柏原院)   | 1521년 8월 23일 (9월 23일)  | 1528년 8월 19일 (9월 2일)   | 다이에이    | だいえい (たいえい) | 대영        | 大永                    | 8년  |                        |
| 고나라인 (後奈良院)         | 1528년 8월 20일 (9월 3일)   | 1532년 7월 28일 (8월 28일)  | 교로쿠      | きょうろく          | 향록        | 享禄 (享祿)             | 5년  |                        |
| 고나라인 (後奈良院)         | 1532년 7월 29일 (8월 29일)  | 1555년 10월 22일 (11월 6일) | 덴분 (덴몬) | てんぶん (てんもん) | 천문        | 天文                    | 24년 |                        |
| 고나라인 (後奈良院)         | 1555년 10월 23일 (11월 7일) | 1558년 2월 27일 (3월 17일)  | 고지        | こうじ              | 홍치        | 弘治                    | 4년  | 천재지변으로 인해 개원 |
| 오기마치인 (正親町院)       | 1558년 2월 28일 (3월 18일)  | 1570년 4월 22일 (5월 26일)  | 에이로쿠    | えいろく            | 영록        | 永禄 (永祿)             | 13년 |                        |
| 오기마치인 (正親町院)       | 1570년 4월 23일 (5월 27일)  | 1573년 7월 27일 (8월 24일)  | 겐키        | げんき              | 원구 (원귀) | 元亀 (元龜)             | 4년  | 천재지변으로 인해 개원 |

### 아즈치모모야마 시대(1573년~1603년)
- 개원일을 기준으로 표시함.

| 국왕                  | 사용년도 (음력/양력)              | 사용년도 (음력/양력)             | 연호 이름 | 가나 표기  | 한국 한자음 | 한자 표기 (일본식/번체) | 년수 | 개원 이유              |
| --------------------- | --------------------------------- | -------------------------------- | --------- | ---------- | ----------- | ----------------------- | ---- | ---------------------- |
| 오기마치인 (正親町院) | 1573년 7월 28일 (8월 25일)        | 1592년 12월 7일 (1593년 1월 9일) | 덴쇼      | てんしょう | 천정        | 天正                    | 20년 | 천재지변으로 인해 개원 |
| 고요제이인 (後陽成院) | 1592년 12월 8일 (1593년 1월 10일) | 1596년 10월 26일 (12월 15일)     | 분로쿠    | ぶんろく   | 문록        | 文禄 (文祿)             | 5년  |                        |
| 고요제이인 (後陽成院) | 1596년 10월 27일 (12월 16일)      | 1615년 7월 12일 (9월 4일)        | 게이초    | けいちょう | 경장        | 慶長                    | 20년 | 천재지변으로 인해 개원 |

### 에도 시대(1603년~1868년)
- 개원일을 기준으로 표시함.

| 국왕                      | 사용년도 (음력/양력)               | 사용년도 (음력/양력)               | 연호 이름       | 가나 표기             | 한국 한자음 | 한자 표기 (일본식/번체) | 년수 | 개원 이유              |
| ------------------------- | ---------------------------------- | ---------------------------------- | --------------- | --------------------- | ----------- | ----------------------- | ---- | ---------------------- |
| 고미즈노오인 (後水尾院)   | 1615년 7월 13일 (9월 5일)          | 1624년 2월 29일 (4월 16일)         | 겐나            | げんな                | 원화        | 元和                    | 10년 |                        |
| 메이쇼인 (明正院)         | 1624년 2월 30일 (4월 17일)         | 1644년 12월 15일 (1645년 1월 12일) | 간에이          | かんえい              | 관영        | 寛永 (寬永)             | 21년 | 갑자개원               |
| 고코묘인 (後光明院)       | 1644년 12월 16일 (1645년 1월 13일) | 1648년 2월 14일 (4월 6일)          | 쇼호            | しょうほう            | 정보        | 正保                    | 5년  |                        |
| 고코묘인 (後光明院)       | 1648년 2월 15일 (4월 7일)          | 1652년 9월 17일 (10월 19일)        | 게이안          | けいあん              | 경안        | 慶安                    | 5년  |                        |
| 고코묘인 (後光明院)       | 1652년 9월 18일 (10월 20일)        | 1655년 4월 12일 (5월 17일)         | 조오            | じょうおう            | 승응        | 承応 (承應)             | 4년  |                        |
| 고사이인 (後西院)         | 1655년 4월 13일 (5월 18일)         | 1658년 7월 22일 (8월 20일)         | 메이레키        | めいれき              | 명력        | 明暦 (明曆)             | 4년  |                        |
| 고사이인 (後西院)         | 1658년 7월 23일 (8월 21일)         | 1661년 4월 24일 (5월 22일)         | 만지            | まんじ                | 만치        | 万治 (萬治)             | 4년  | 천재지변으로 인해 개원 |
| 고사이인 (後西院)         | 1661년 4월 25일 (5월 23일)         | 1673년 9월 20일 (10월 29일)        | 간분            | かんぶん              | 관문        | 寛文 (寬文)             | 13년 | 천재지변으로 인해 개원 |
| 레이겐인 (靈元院)         | 1673년 9월 21일 (10월 30일)        | 1681년 9월 28일 (11월 8일)         | 엔포            | えんぽう              | 연보        | 延宝 (延寶)             | 9년  | 천재지변으로 인해 개원 |
| 레이겐인 (靈元院)         | 1681년 9월 29일 (11월 9일)         | 1684년 2월 20일 (4월 4일)          | 덴나 (덴와)     | てんな (てんわ)       | 천화        | 天和                    | 4년  | 신유개원               |
| 레이겐인 (靈元院)         | 1684년 2월 21일 (4월 5일)          | 1688년 9월 29일 (10월 22일)        | 조쿄            | じょうきょう          | 정향        | 貞享                    | 5년  | 갑자개원               |
| 히가시야마인 (東山院)     | 1688년 9월 30일 (10월 23일)        | 1704년 3월 12일 (4월 15일)         | 겐로쿠          | げんろく              | 원록        | 元禄 (元祿)             | 17년 |                        |
| 히가시야마인 (東山院)     | 1704년 3월 13일 (4월 16일)         | 1711년 4월 24일 (6월 10일)         | 호에이          | ほうえい              | 보영        | 宝永 (寶永)             | 8년  | 천재지변으로 인해 개원 |
| 나카미카도인 (中御門院)   | 1711년 4월 25일 (6월 11일)         | 1716년 6월 21일 (8월 8일)          | 쇼토쿠          | しょうとく            | 정덕        | 正徳 (正德)             | 6년  |                        |
| 나카미카도인 (中御門院)   | 1716년 6월 22일 (8월 9일)          | 1736년 4월 27일 (6월 6일)          | 교호            | きょうほう (きょうほ) | 향보        | 享保                    | 21년 |                        |
| 사쿠라마치인 (櫻町院)     | 1736년 4월 28일 (6월 7일)          | 1741년 2월 26일 (4월 11일)         | 겐분            | げんぶん              | 원문        | 元文                    | 6년  |                        |
| 사쿠라마치인 (櫻町院)     | 1741년 2월 27일 (4월 12일)         | 1744년 2월 20일 (4월 2일)          | 간포            | かんぽう (かんぽ)     | 관보        | 寛保 (寬保)             | 4년  | 신유개원               |
| 사쿠라마치인 (櫻町院)     | 1744년 2월 21일 (4월 3일)          | 1748년 7월 11일 (8월 4일)          | 엔쿄            | えんきょう            | 연향        | 延享                    | 5년  | 갑자개원               |
| 모모조노인 (桃園院)       | 1748년 7월 12일 (8월 5일)          | 1751년 10월 26일 (12월 13일)       | 간엔            | かんえん              | 관연        | 寛延 (寬延)             | 4년  |                        |
| 모모조노인 (桃園院)       | 1751년 10월 27일 (12월 14일)       | 1764년 6월 1일 (6월 29일)          | 호레키 (호랴쿠) | ほうれき (ほうりゃく) | 보력        | 宝暦 (寶曆)             | 14년 |                        |
| 고사쿠라마치인 (後櫻町院) | 1764년 6월 2일 (6월 30일)          | 1772년 11월 15일 (12월 9일)        | 메이와          | めいわ                | 명화        | 明和                    | 9년  |                        |
| 고모모조노인 (後桃園院)   | 1772년 11월 16일 (12월 10일)       | 1781년 4월 1일 (4월 24일)          | 안에이          | あんえい              | 안영        | 安永                    | 10년 |                        |
| 고카쿠 천황 (光格天皇)    | 1781년 4월 2일 (4월 25일)          | 1789년 1월 24일 (2월 18일)         | 덴메이          | てんめい              | 천명        | 天明                    | 9년  |                        |
| 고카쿠 천황 (光格天皇)    | 1789년 1월 25일 (2월 19일)         | 1801년 2월 4일 (3월 18일)          | 간세이          | かんせい              | 관정        | 寛政 (寬政)             | 13년 | 천재지변으로 인해 개원 |
| 고카쿠 천황 (光格天皇)    | 1801년 2월 5일 (3월 19일)          | 1804년 2월 10일 (3월 21일)         | 교와            | きょうわ              | 향화        | 享和                    | 4년  | 신유개원               |
| 고카쿠 천황 (光格天皇)    | 1804년 2월 11일 (3월 22일)         | 1818년 4월 21일 (5월 25일)         | 분카            | ぶんか                | 문화        | 文化                    | 15년 | 갑자개원               |
| 닌코 천황 (仁孝天皇)      | 1818년 4월 22일 (5월 26일)         | 1830년 12월 9일 (1831년 1월 22일)  | 분세이          | ぶんせい              | 문정        | 文政                    | 13년 |                        |
| 닌코 천황 (仁孝天皇)      | 1830년 12월 10일 (1831년 1월 23일) | 1844년 12월 1일 (1845년 1월 8일)   | 덴포            | てんぽう              | 천보        | 天保                    | 15년 | 천재지변으로 인해 개원 |
| 닌코 천황 (仁孝天皇)      | 1844년 12월 2일 (1845년 1월 9일)   | 1848년 2월 27일 (3월 31일)         | 고카            | こうか                | 홍화        | 弘化                    | 5년  | 천재지변으로 인해 개원 |
| 고메이 천황 (孝明天皇)    | 1848년 2월 28일 (4월 1일)          | 1854년 11월 26일 (1855년 1월 14일) | 가에이          | かえい                | 가영        | 嘉永                    | 7년  |                        |
| 고메이 천황 (孝明天皇)    | 1854년 11월 27일 (1855년 1월 15일) | 1860년 3월 17일 (4월 7일)          | 안세이          | あんせい              | 안정        | 安政                    | 7년  | 천재지변으로 인해 개원 |
| 고메이 천황 (孝明天皇)    | 1860년 3월 18일 (4월 8일)          | 1861년 2월 18일 (3월 28일)         | 만엔            | まんえん              | 만연        | 万延 (萬延)             | 2년  | 천재지변으로 인해 개원 |
| 고메이 천황 (孝明天皇)    | 1861년 2월 19일 (3월 29일)         | 1864년 2월 19일 (3월 26일)         | 분큐            | ぶんきゅう            | 문구        | 文久                    | 4년  | 신유개원               |
| 고메이 천황 (孝明天皇)    | 1864년 2월 20일 (3월 27일)         | 1865년 4월 6일 (4월 30일)          | 겐지            | げんじ                | 원치        | 元治                    | 2년  | 갑자개원               |
| 고메이 천황 (孝明天皇)    | 1865년 4월 7일 (5월 1일)           | 1868년 9월 8일 (10월 22일)         | 게이오          | けいおう              | 경응        | 慶応 (慶應)             | 4년  | 천재지변으로 인해 개원 |

### 일본 제국(1868년~1945년)
- 개원일을 기준으로 표시함.
- 메이지 6년 이후부터는 공식적으로 서력으로 변경되어 양력으로만 표시함.

| 국왕                   | 사용년도 (음력/양력)            | 사용년도 (음력/양력) | 연호 이름 | 가나 표기  | 한국 한자음 | 한자 표기 (일본식/번체) | 년수 | 개원 이유     |
| ---------------------- | ------------------------------- | -------------------- | --------- | ---------- | ----------- | ----------------------- | ---- | ------------- |
| 메이지 천황 (明治天皇) | 1868년 음력 9월 8일 (10월 23일) | 1912년 7월 29일      | 메이지    | めいじ     | 명치        | 明治                    | 45년 | 무쓰히토 즉위 |
| 다이쇼 천황 (大正天皇) | 1912년 7월 30일                 | 1926년 12월 24일     | 다이쇼    | たいしょう | 대정        | 大正                    | 15년 | 요시히토 천조 |
| 쇼와 천황 (昭和天皇)   | 1926년 12월 25일                | 1989년 1월 7일       | 쇼와      | しょうわ   | 소화        | 昭和                    | 64년 | 히로히토 천조 |

### 일본국(1945년/1952년~)
- 개원일을 기준으로 표시함.

| 국왕                      | 사용년도 (음력/양력) | 사용년도 (음력/양력) | 연호 이름 | 가나 표기 | 한국 한자음 | 한자 표기 (일본식/번체) | 년수 | 개원 이유                     |
| ------------------------- | -------------------- | -------------------- | --------- | --------- | ----------- | ----------------------- | ---- | ----------------------------- |
| 상황 아키히토 (上皇 明仁) | 1989년 1월 8일       | 2019년 4월 30일      | 헤이세이  | へいせい  | 평성        | 平成                    | 31년 | 아키히토 천조.                |
| 천황 나루히토 (天皇 徳仁) | 2019년 5월 1일       |                      | 레이와    | れいわ    | 영화        | 令和                    |      | 아키히토 양위. 나루히토 천조. |

## 같이 보기
- 연호
- 한국의 연호
- 중국의 연호
- 베트남의 연호
- 몽골의 연호
- 사연호(私年号)
- 규슈왕조설 - 규슈 연호